# January z Benewentu
January z Benewentu (łac. Ianuarius, cs. Иануарий, епископ беневентский; ur. ok. 270, zm. ok. 305) – biskup Benewentu koło Neapolu, święty, męczennik chrześcijański w czasach prześladowań za panowania cesarza Dioklecjana.
O jego życiu niewiele wiadomo. Prawdopodobnie to jego, jako biskupa, wzmiankuje zapis w kanonach synodu w Sardyce (343) . Odnotowuje go Martyrologium Rzymskie.

## Legenda
Wedle późnych i mało wiarygodnych  opowiadań, za odmowę złożenia ofiary rzymskim bogom został skazany przez namiestnika Drakoncjusza na pożarcie przez dzikie niedźwiedzie w amfiteatrze . Miał wtedy 33 lata. Wcześniej odwiedził uwięzionego diakona św. Sozjusza. Towarzyszyli mu diakoni św. Festus i św. Dezyderiusz. Przeciwko okrutnej śmierci zaprotestowali obywatele rzymscy: diakon św. Prokul i dwie osoby świeckie: św. Eutyches i św. Akucjusz. Protest był skuteczny: Januaremu i jego diakonom zmieniono wyrok na ścięcie, jednakże wszyscy (w tym protestujący) zostali skazani i ponieśli śmierć męczeńską jednego dnia, chociaż w różnych miejscach, jak miały dowieść późniejsze badania :
- January, Festus i psalmista Dezyderiusz – w Benewencie,
- Sozjusz – w Misenum (dzisiejsze Miseno),
- Prokul, Eutyches i Akucjusz – w Puteoli (dzisiejsze Pozzuoli).

## Kult
O jego wczesnym kulcie świadczy list Uraniusza o śmierci św. Paulina z Noli (341). Czczony jest wraz z innymi męczennikami z okolic Neapolu.
Dzień obchodów
Wspomnienie liturgiczne św. Januarego w Kościele katolickim obchodzone jest w dzienną pamiątkę śmierci 19 września.
Kościół prawosławny wspomina męczennika 21 kwietnia/4 maja, tj. 4 maja według kalendarza gregoriańskiego.
Relikwie
Relikwie świętego znajdują się obecnie w katedrze w Neapolu (od 1497). Wcześniej znajdowały się m.in. w Benewencie (831) i na Montevergine (1154).
Jego krew, przechowywana w szklanej ampułce, jest zawsze w dzień pamięci męczeństwa (czasami również w pierwszą niedzielę maja lub 16 grudnia) przedmiotem cudu św. Januarego. Według tradycji jedna z pobożnych kobiet, obecna podczas egzekucji świętego, zebrała do flakonika pewną ilość krwi, która nie zmieniła swoich własności morfologicznych do chwili obecnej.
Ikonografia
W ikonografii św. January przedstawiany jest jako młody biskup, bez brody. Jako męczennik nie ma w dłoni krzyża, lecz symbolizujące charakter jego śmierci, jasnoczerwone biskupie szaty. Prawą ręką błogosławi, w lewej trzyma Ewangelię.
W sztuce zachodniej święty ukazywany jest w biskupim stroju z paliuszem lub w tunice i płaszczu. Jego atrybutami są: fiolki z krwią w dłoniach aniołów (na pamiątkę tzw. cudu św. Januarego), gałązka palmowa, korona, biskupi krzyż trzymany przez anioła, lwy u jego stóp, miecz.